# Picrothamnus desertorum
 Picrothamnus desertorum  Nuttall, 1841 è una specie di piante angiosperme dicotiledoni della famiglia delle Asteraceae, sottofamiglia Asteroideae,  tribù Anthemideae (clade Asian-southern African grade) e sottotribù Artemisiinae.  Picrothamnus desertorum è anche l'unica specie del genere  Picrothamnus  Nuttall, 1841.

## Etimologia
Il nome generico (Picrothamnus) deriva da due parole greche "picro-" (= amaro) e "thamnos" (= cespuglio) e allude all'amarezza delle piante.  L'epiteto specifico ( desetorum) si riferisce all'habitat tipico di questa specie.
Il nome scientifico della specie è stato definito dal botanico Thomas Nuttall (1786-1859) nella pubblicazione " Transactions of the American Philosophical Society Held at Philadelphia for Promoting useful Knowledge. Philadelphia" (  Trans. Amer. Philos. Soc. ser. 2, 7: 417) del 1841. Il nome scientifico del genere è stato definito nella stessa pubblicazione.

## Descrizione

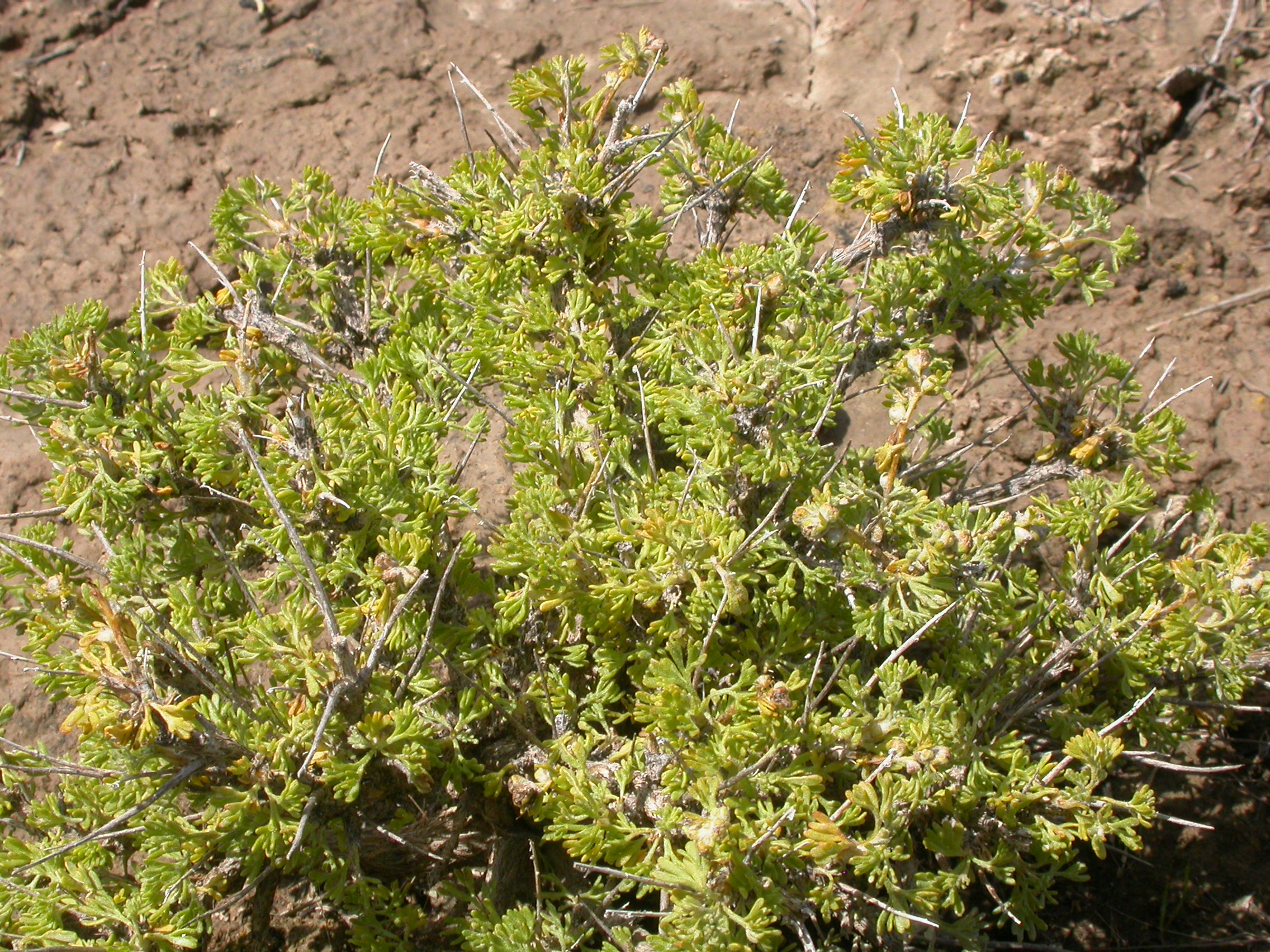
Il portamento

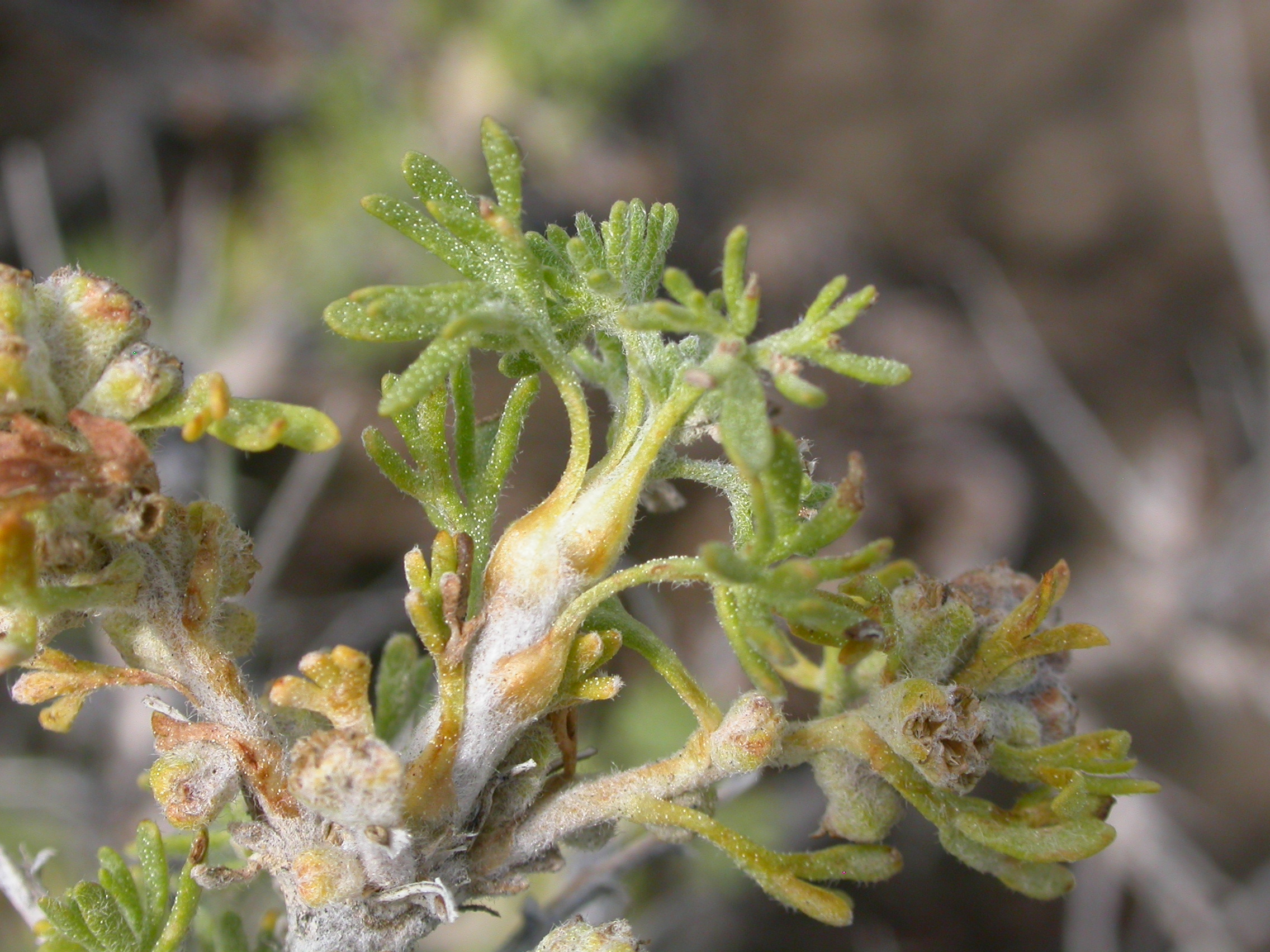
Le foglie

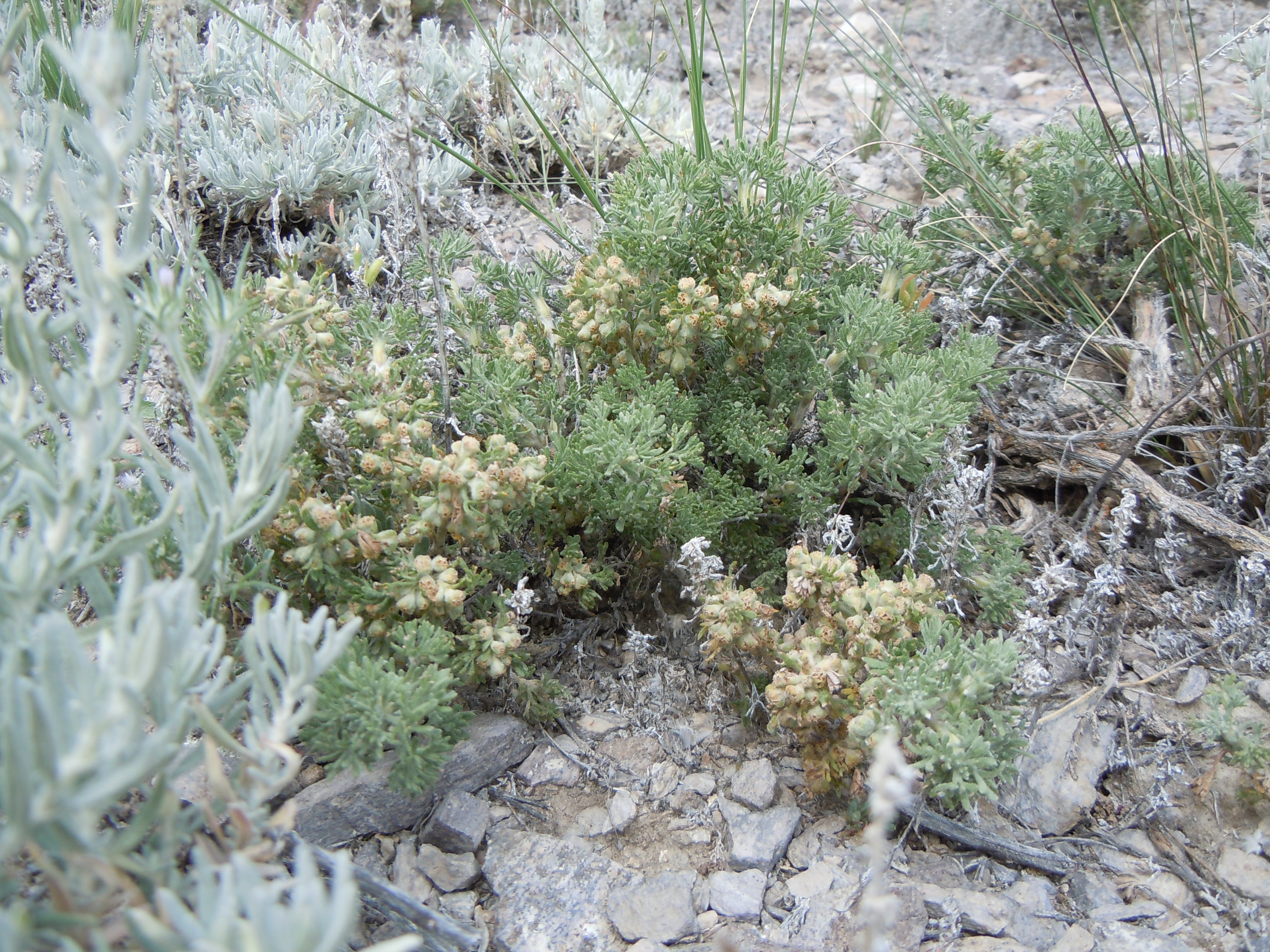
Infiorescenza

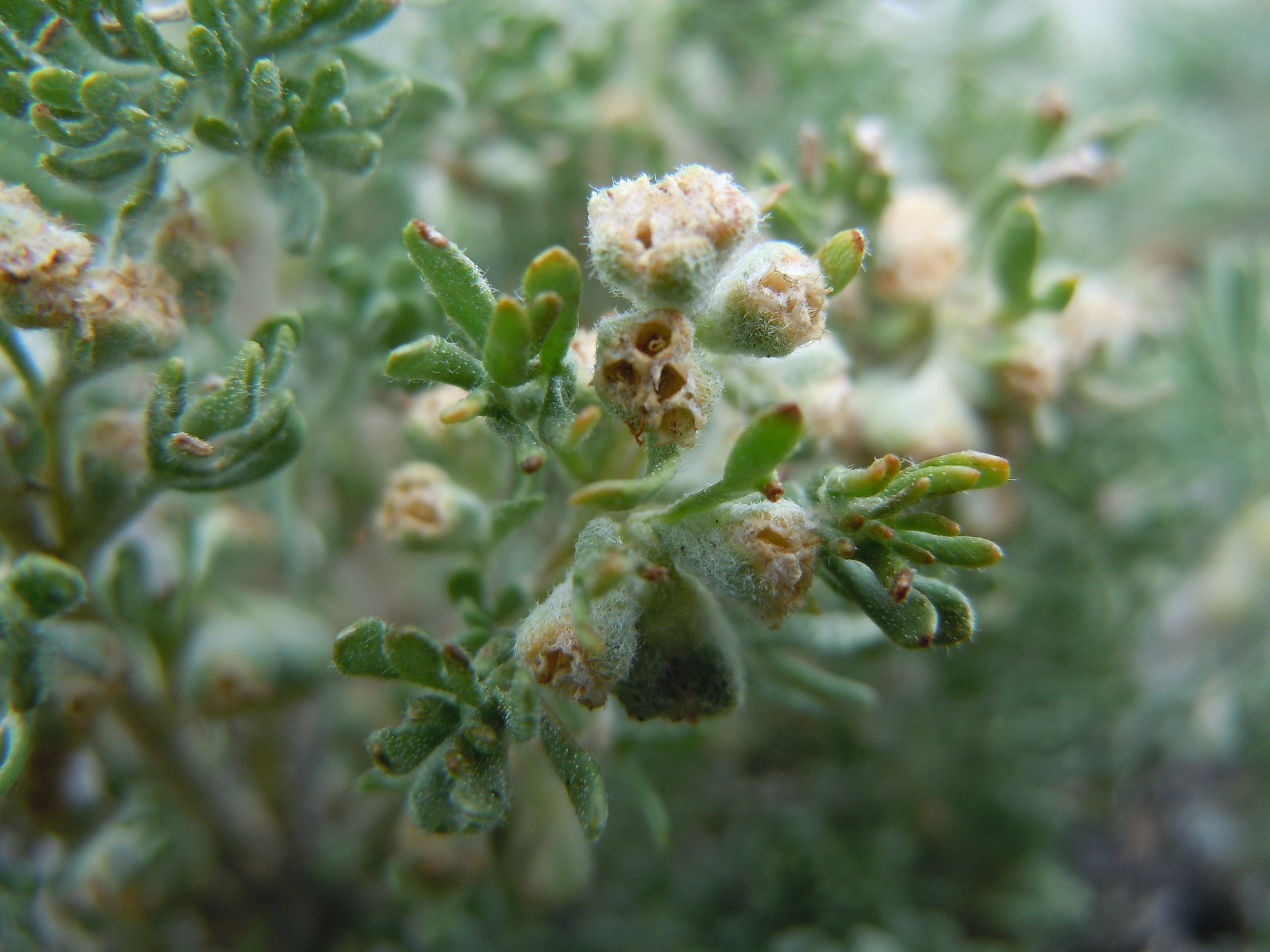
I fiori

Portamento. Le specie di questa voce è subarbustiva fortemente aromatica. L'indumento consiste in brevi peli medifissi.
Fusto. La parte aerea (composta fino a 10 fusti) in genere è eretta, ramosa alla base e legnosa nella parte bassa. I rami vecchi formano delle lunghe spine. Altezza media: 5 - 30 cm.
Foglie. Le foglie, per lo più cauline picciolate o sessili, sono disposte in modo alterno. La lamina è intera o poco lobata (1-2-"pedatelobate" con lobi da orbicolari a spatolati o lineari). I margini finali sono interi e le facce sono più o meno villose e punteggiate di ghiandole. Dimensioni delle foglie: 1 – 5 × 1 – 5 mm.
Infiorescenza. Le sinflorescenze sono formate da 2 a 12 capolini solitari o raccolti lungo frondosi rami. Le infiorescenze vere e proprie sono composte da un capolino subgloboso sessile di tipo disciforme. I capolini sono formati da un involucro, con forme emisferiche, composto da 5 - 8 brattee, al cui interno un ricettacolo fa da base ai fiori di due tipi: fiori del raggio (qui assenti) e fiori del disco. Le brattee, piatte e a consistenza erbacea, sono disposte in modo più o meno embricato su una-due serie. Il ricettacolo, emisferico, è sprovvisto di pagliette avvolgenti la base dei fiori. Le brattee al margine a volte sono scariose e ialine. Diametro degli involucri: 2 - 3 mm.
Fiori.  I fiori sono tetra-ciclici (formati cioè da 4 verticilli: calice – corolla – androceo – gineceo) e pentameri (calice e corolla formati da 5 elementi). Si distinguono in:
- fiori del raggio (esterni): sono assenti e sono sostituiti da 2 - 8 fiori femminili di tipo tuboloso con apici filiformi;
- fiori del disco (centrali): sono più numerosi (da 5 a 13) con forme brevemente tubulose (attinomorfe); sono funzionalmente maschili.

- Formula fiorale:

*/x K {\displaystyle \infty }, [C (5), A (5)], G 2 (infero), achenio
- Calice: i sepali del calice sono ridotti ad una coroncina di squame.

- Corolla: (solo fiori del disco centrale) la forma è tubulare bruscamente divaricata (a forma campanulata) in 5 lobi più o meno deltati con lunghi peli aracnoidi. Il colore è giallo pallido.

- Androceo: l'androceo è formato da 5 stami (alternati ai lobi della corolla) sorretti da filamenti generalmente liberi e sottili; gli stami sono connati e formano un manicotto circondante lo stilo. Le antere possono essere sia di tipo basifissa che medifissa (ossia attaccate al filamento per la base – nel primo caso; oppure in un punto intermedio – nel secondo caso).[13] Questa caratteristica ha valore tassonomico in quanto distingue i generi gli uni dagli altri. Normalmente le antere variano da ottuse (arrotondate) a leggermente appuntite alla base (o anche caudate); in alcune piante le appendici sono triangolari, lineari o ellittiche. Il tessuto endoteciale (rivestimento interno dell'antera) non è polarizzato. Il polline è sferico con un diametro medio di circa 25 micron;  è tricolporato (con tre aperture sia di tipo a fessura che tipo isodiametrica o poro) ed è più o meno echinato (con punte sporgenti).

- Gineceo: l'ovario è infero uniloculare formato da 2 carpelli. Lo stilo (il recettore del polline) è profondamente bifido (con due stigmi divergenti) e con le linee stigmatiche marginali separate o contigue. I due bracci dello stilo hanno una forma troncata e possono essere papillosi o ricoperti da ciuffi di peli.

- Antesi: da aprile a giugno.

Frutti. I frutti sono degli acheni senza pappo. Gli acheni, marroni, hanno una forma obovoide priva di coste; l'apice in genere è arrotondato. Il pericarpo, densamente aracnoide-peloso, è privo di cellule mucillaginifere e sacche di resina. Dimensione dei frutti: 1 - 1,5 mm.

## Biologia
Impollinazione: tramite insetti (impollinazione entomogama tramite farfalle diurne e notturne).

Riproduzione: la fecondazione avviene fondamentalmente tramite l'impollinazione dei fiori.

Dispersione: i semi cadono a terra e vengono dispersi soprattutto da insetti come formiche (disseminazione mirmecoria). Un altro tipo di dispersione è zoocoria: gli uncini delle brattee dell'involucro (se presenti) si agganciano ai peli degli animali di passaggio che portano così i semi anche su lunghe distanze. Inoltre per merito del pappo (se presente) il vento può trasportare i semi anche per alcuni chilometri (disseminazione anemocora).

## Distribuzione e habitat
La specie di questa voce è distribuita negli U.S.A. occidentali. L'habitat tipico sono i pendii e le valli aride, le sabbie o le argille e i terreni talvolta salini fino a quote di 1800 - 2200 metri.

## Sistematica
La famiglia di appartenenza di questa voce (Asteraceae o Compositae, nomen conservandum) probabilmente originaria del Sud America, è la più numerosa del mondo vegetale, comprende oltre 23.000 specie distribuite su 1.535 generi, oppure 22.750 specie e 1.530 generi secondo altre fonti (una delle checklist più aggiornata elenca fino a 1.679 generi). La famiglia attualmente (2021) è divisa in 16 sottofamiglie; la sottofamiglia Asteroideae è una di queste e rappresenta l'evoluzione più recente di tutta la famiglia.

### Filogenesi
l gruppo di questa voce è descritto nella tribù Anthemideae, una delle 21 tribù della sottofamiglia Asteroideae). In base alle ultime ricerche nella tribù sono stati individuati (provvisoriamente) 4 principali lignaggi (o cladi): "Southern hemisphere grade", "Asian-southern African grade", "Eurasian grade" e "Mediterranean clade". Il genere  Picrothamnus  (insieme alla sottotribù Artemisiinae) è incluso nel clade Asian-southern African grade..
Da un punto di vista filogenetico il genere Picrothamnus   occupa, nell'ambito della sottotribù, una posizione più o meno centrale e insieme ai generi Neopallasia, Artemisia, Crossostephium e Sphaeromeria fa parte del "Artemisia Group". Alcune checklist presentano la specie di questa voce come sinonimo di Artemisia spinescens D.C.Eaton.. Tuttavia la segregazione è supportata dai caratteri dei suoi rami spinescenti e dalle teste relativamente grandi tenute tra le foglie.
I caratteri distintivi della specie  Picrothamnus desertorum sono:
- il portamento è piccolo-arbustivo;
- i rami vecchi formano delle lunghe spine;
- gli acheni sono pelosi.

Il numero cromosomico della specie è: 2n = 18 e 36 (specie poliploide).
In base all'"orologio molecolare" questa specie ha iniziato a divergere tra 2 e 1 milioni di anni fa insieme ai generi Mausolea , Turaniphytum , Elachanthemum, Crossostephium , Neopallasia e Artemisia.

### Sinonimi
Sono elencati alcuni sinonimi per questa entità:
- Artemisia spinescens D.C.Eaton